# Ardèche Classic 2024
L'Ardèche Classic 2024 (ufficialmente Faun Ardèche Classic), ventiquattresima edizione della corsa e valevole come settima prova dell'UCI ProSeries 2024 categoria 1.Pro, si svolse il 24 febbraio 2024 su un percorso di 168,6 km, con partenza e arrivo a Guilherand-Granges, in Francia. La vittoria fu appannaggio dello spagnolo Juan Ayuso, il quale completò il percorso in 4h23'34", alla media di 38,381 km/h, precedendo il francese Romain Grégoire e il danese Mattias Skjelmose.
Sul traguardo di Guilherand-Granges 93 ciclisti, dei 119 partiti dalla medesima località, hanno portato a termine la competizione.

## Squadre e corridori partecipanti
| N.    | Cod. | Squadra                   |
| ----- | ---- | ------------------------- |
| 1-7   | SOQ  | Soudal Quick-Step         |
| 11-17 | COF  | Cofidis                   |
| 21-27 | UAD  | UAE Team Emirates         |
| 31-37 | IPT  | Israel-Premier Tech       |
| 41-47 | IWA  | Intermarché-Wanty         |
| 51-57 | LTK  | Lidl-Trek                 |
| 61-67 | GFC  | Groupama-FDJ              |
| 71-77 | DSM  | Team DSM-Firmenich PostNL |
| 81-87 | LTD  | Lotto Dstny               |

| N.      | Cod. | Squadra                         |
| ------- | ---- | ------------------------------- |
| 91-97   | DAT  | Decathlon AG2R La Mondiale Team |
| 101-107 | ARK  | Arkéa-B&B Hotels                |
| 111-117 | TUD  | Tudor Pro Cycling Team          |
| 121-126 | UXM  | Uno-X Mobility                  |
| 131-137 | BWB  | Bingoal WB                      |
| 141-147 | TEN  | TotalEnergies                   |
| 151-157 | NMC  | Nice Métropole Côte d'Azur      |
| 161-165 | VRR  | Van Rysel-Roubaix               |
| 171-177 | UCN  | CIC U Nantes Atlantique         |

## Ordine d'arrivo (Top 10)
| Pos. | Corridore         | Squadra       | Tempo    |
| ---- | ----------------- | ------------- | -------- |
| 1    | Juan Ayuso        | UAE           | 4h23'34" |
| 2    | Romain Grégoire   | Groupama      | s.t.     |
| 3    | Mattias Skjelmose | Lidl          | s.t.     |
| 4    | Felix Gall        | Decathlon     | s.t.     |
| 5    | Maxim Van Gils    | Lotto         | a 4"     |
| 6    | Kevin Vermaerke   | DSM           | s.t.     |
| 7    | Lorenzo Rota      | Intermarché   | s.t.     |
| 8    | Jordan Jegat      | TotalEnergies | s.t.     |
| 9    | A. Paret-Peintre  | Decathlon     | s.t.     |
| 10   | Igor Arrieta      | UAE           | s.t.     |